# Park Stacja Wisła
Park Stacja Wisła – park miejski w Krakowie, znajdujący się w Dzielnicy XIII Podgórze na Zabłociu pomiędzy Bulwarem Lotników Alianckich nad Wisłą (na północy) i ulicą Zabłocie (na południu) w sąsiedztwie mostów Kotlarskiego i kolejowego na linii średnicowej. Powierzchnia parku wynosi 1,44 ha.

## Historia
W miejscu obecnego parku do 2002 roku znajdowała się stacja kolejowa Kraków Wisła. Po jej likwidacji teren ten wykorzystywany był jako dziki parking. 
W dokumentacji projektowej zadania realizacji parku założono rewaloryzację zieleni poprzez zachowanie istniejącego zadrzewienia i wprowadzenie nowych nasadzeń drzew i krzewów w celu stworzenia bariery dla hałasu i zanieczyszczeń pochodzących z ulicy. Uwzględniono również zachowanie powiązań widokowych z otoczeniem, wyeksponowanie pozostałości infrastruktury stacji kolejowej oraz budowę powiązań komunikacyjnych z okolicą przez stworzenie w parku stosownej infrastruktury pieszej i rowerowej połączonej z okolicznymi ciągami. Pierwotną koncepcję zagospodarowania obszaru sporządził Michał Grzybowski. Projekt budowlany Parku Stacja Wisła powstał przy współudziale Zarządu Zieleni Miejskiej, architektów krajobrazu Katarzyny Opałki i Wojciecha Jakubowskiego oraz spółki Jakabe Projekty Sp. z o.o. Projekt założenia w zakresie architektury krajobrazu opracowała pracownia Projekt Zieleni. Wykonawcą inwestycji była spółka AKG Architektura Krajobrazu Sp. z o.o.
Budowa parku rozpoczęła się 27 grudnia 2016 roku. Realizacja projektu zakończyła się 31 lipca 2018, niemniej oficjalnego otwarcia parku dokonano 11 maja 2018 o godzinie 18:00. Wydarzenie połączone zostało z szeregiem atrakcji, m.in. warsztatami ogrodniczymi, w trakcie których uczestnicy mogli sami posadzić pierwsze warzywa i zioła w drewnianych skrzyniach na terenie parku oraz pokazem kina plenerowego. Ogólna wartość inwestycji wyniosła 2 621 681,49 zł, z czego 1 253 739,30 zł stanowiło wartość dofinansowania ze środków Unii Europejskiej w ramach Regionalnego Programu Operacyjnego na lata 2014–2020.
Projekt Parku Stacja Wisła uzyskał nagrodę w kategorii „Nowo wykreowana przestrzeń publiczna w zieleni” w ramach XIII edycji konkursu na najlepiej zagospodarowaną przestrzeń publiczną w Polsce oraz nominację do nagrody European Union Prize for Contemporary Architecture–Mies van der Rohe Award 2019.
W 2021 roku przedsięwzięto działania zmierzające do powiększenia parku o sąsiadujący obszar, będący dotąd nieużytkiem i dzikim parkingiem. Na tym fragmencie zaplanowano realizację placu zabaw, wyposażonego m.in. w: huśtawki, domki ze zjeżdżalniami, żuraw i stolik do piasku oraz linę do balansowania.

## Infrastruktura
W parku stworzono 12 stref funkcjonalnych, z przeznaczeniem dla określonych funkcji i grup użytkowników. Są to m.in. strefa rekreacyjna z miejscem np. na piknik, zabawowa z placem zabaw, strefa historyczna, labirynt, łąka kwietna oraz tzw. „farma miejska” – drewniane skrzynie umożliwiające hodowlę owoców i warzyw. Zlokalizowano ponadto parking rowerowy, scenę i parkiet taneczny na wolnym powietrzu. Założenie dopełnia pawilon wielofunkcyjny o powierzchni użytkowej 80 m² ze strefą gastronomiczną i ogólnodostępną toaletą. Obiekt zrealizowano zgodnie z założeniami „zrównoważonego rozwoju” – wprowadzono m.in. ogrody deszczowe, zwiększające małą retencję na terenie parku. Pawilon połączony został drewnianą pergolą z pobliskim budynkiem gospodarczym. Elementy małej architektury w parku zostały wykonane w przeważającej części ze stali i drewna. Ma to nawiązywać do przeszłości rzeczonego obszaru. Poszczególne strefy funkcjonalne połączone zostały betonowymi ścieżkami oraz drewnianymi i stalowymi pomostami.

## Roślinność
Naturalnym siedliskiem terenu założenia jest łęg topolowo-wierzbowy. W momencie rozpoczęcia realizacji parku obszar ten był porośnięty głównie drzewami i krzewami zaliczanymi do gatunków inwazyjnych. Rośliny, z uwagi na trudne warunki glebowe, jak również ich duże zagęszczenie, ogółem znajdowały się w stanie ocenianym jako średni. W ramach inwentaryzacji zieleni niektóre drzewa zostały wskazane jako potencjalnie niebezpieczne dla przyszłych użytkowników parku. Spośród porastających ten obszar krzewów występowały niemal wyłącznie bzy czarne – w większości w złym stanie, rosnące w zacienieniu, przerzedzone. W inwentaryzacji dokonano podziału istniejącej roślinności na trzy kategorie: przeznaczone do usunięcia z powodu złego stanu fitosanitarnego lub bycia gatunkiem inwazyjnym, przeznaczone do usunięcia z powodu kolidowania z zaplanowaną infrastrukturą i przeznaczone do zachowania, ujęcia w kompozycji projektowanego parku.
Projektanci przy doborze roślinności w parku kierowali się naturalnym charakterem rzeczonego obszaru jako nadrzecznego łęgu. Dokonano nasadzeń łącznie 42 nowych drzew, ponad 1000 krzewów i 25 000 kwiatów. Nasadzono drzewa z gatunków: lipa drobnolistna (3 szt.), wiąz górski (8 szt.), topola osika (13 szt.), wierzba żałobna 'Chrysocoma' (1 szt.) i świdośliwa Lamarcka (1 szt., odmiana wielopniowa). Spośród krzewów liściastych nasadzono rośliny z gatunków: wierzba wiciowa (300 szt.), wierzba purpurowa 'Nana' (30 szt.), dereń świdwa (165 szt.) i dereń biały (645 szt.).
W celu zwiększenia bioróżnorodności parku w zachodniej i południowej części urządzono łąkę kwietną. Wzniesienia terenu obsadzono trawami ozdobnymi i bylinami stanowiącymi barierę oddzielającą teren założenia od ulicy we wschodniej części. Dokonano nasadzeń traw ozdobnych w okolicy pawilonu. Niskie donice w zachodniej części parku obsadzono ozdobnymi trawami i bylinami. Założono również rabaty roślin cieniolubnych pod drzewami. Spośród traw i bylin do roślinności parku wprowadzono m.in. gatunki: rozplenica japońska 'Hameln' (108 szt.), miskant chiński 'Kleine Fontain' (75 szt.), turzyca sztywna (70 szt.), trzcinnik krótkowłosy (912 szt.), jeżówka purpurowa (1035 szt.), krwawnik pospolity 'Cerise Quinne' (657 szt.), proso rózgowate 'Heavy Metal' (720 szt.), barwinek pospolity (1408 szt.), szałwia omszona 'Ostfriesland' (252 szt.), pragnia syberyjska (2400 szt.), bodziszek korzeniasty (1070 szt.), zawilec gajowy (800 szt.), nerecznica samcza (150 szt.), parzydło leśne (150 szt.), rozchodnikowiec okazały 'Brillant' (50 szt.), rdest himalajski (333 szt.), fiołek wonny (320 szt.), cebulica syberyjska (15 000 szt.), powojnik alpejski (20 szt.) i bluszcz pospolity (600 szt.).

## Galeria

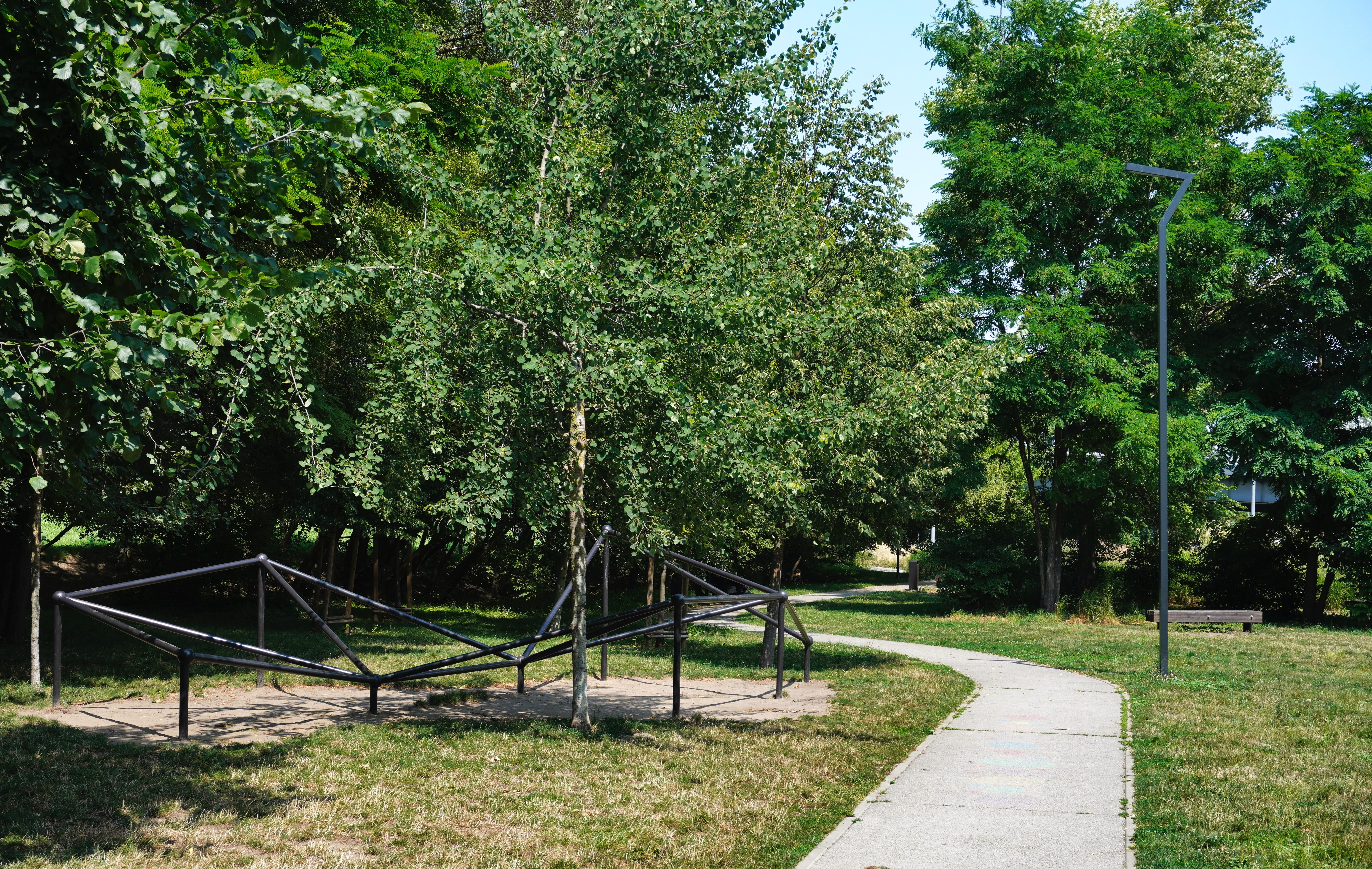
Ogólny widok, alejka w parku
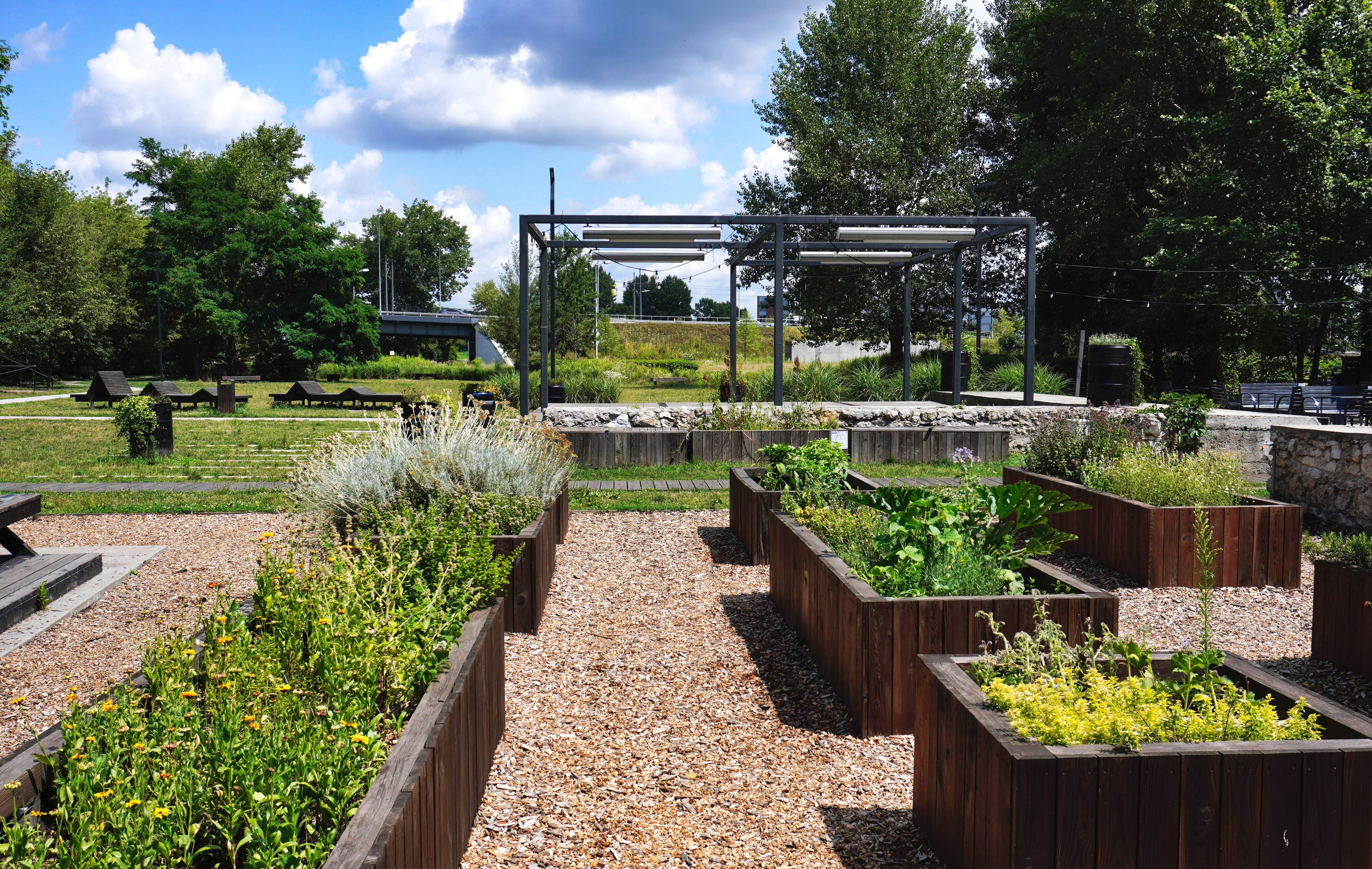
Farma miejska
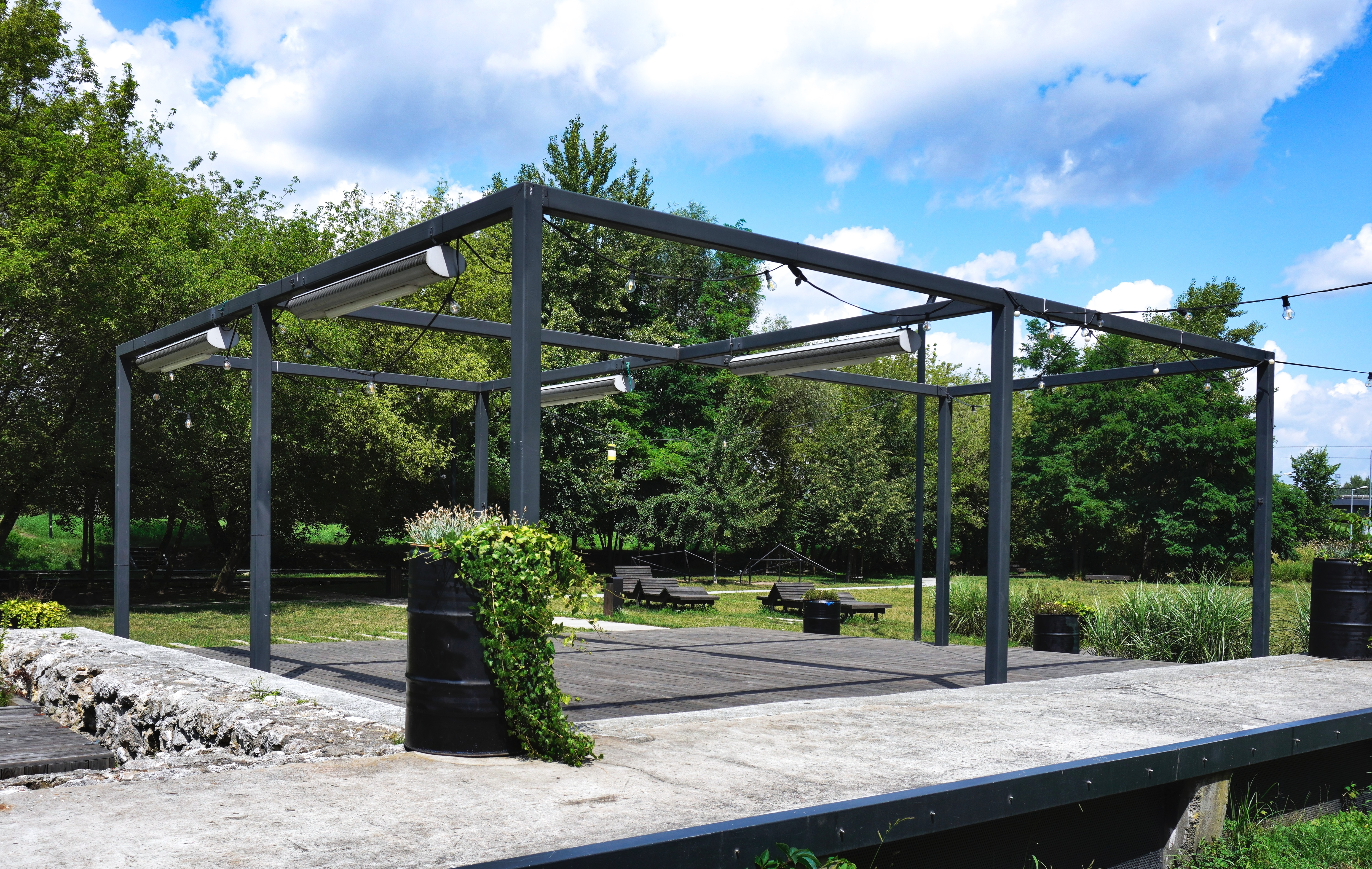
Scena plenerowa
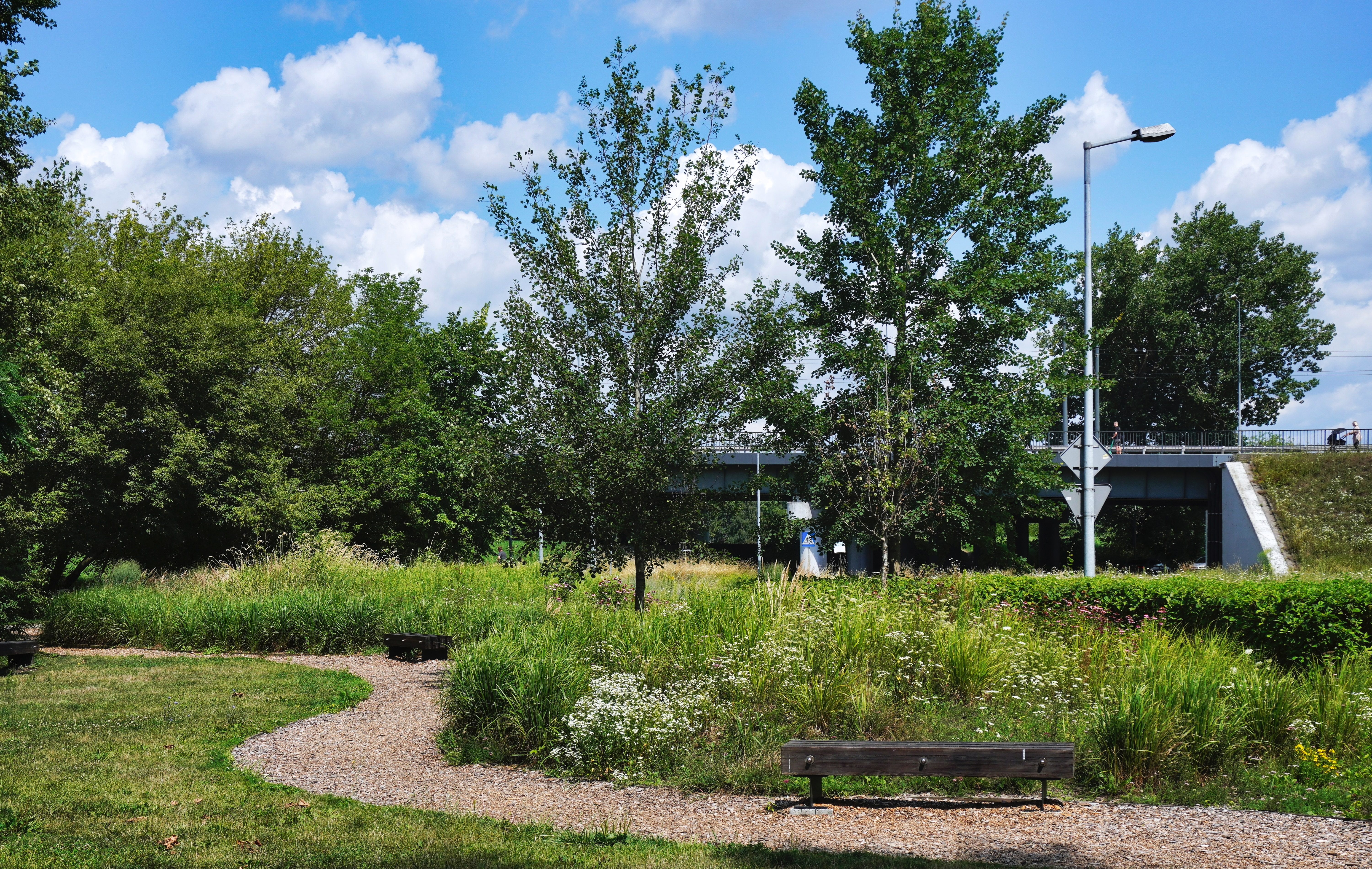
Trawy ozdobne
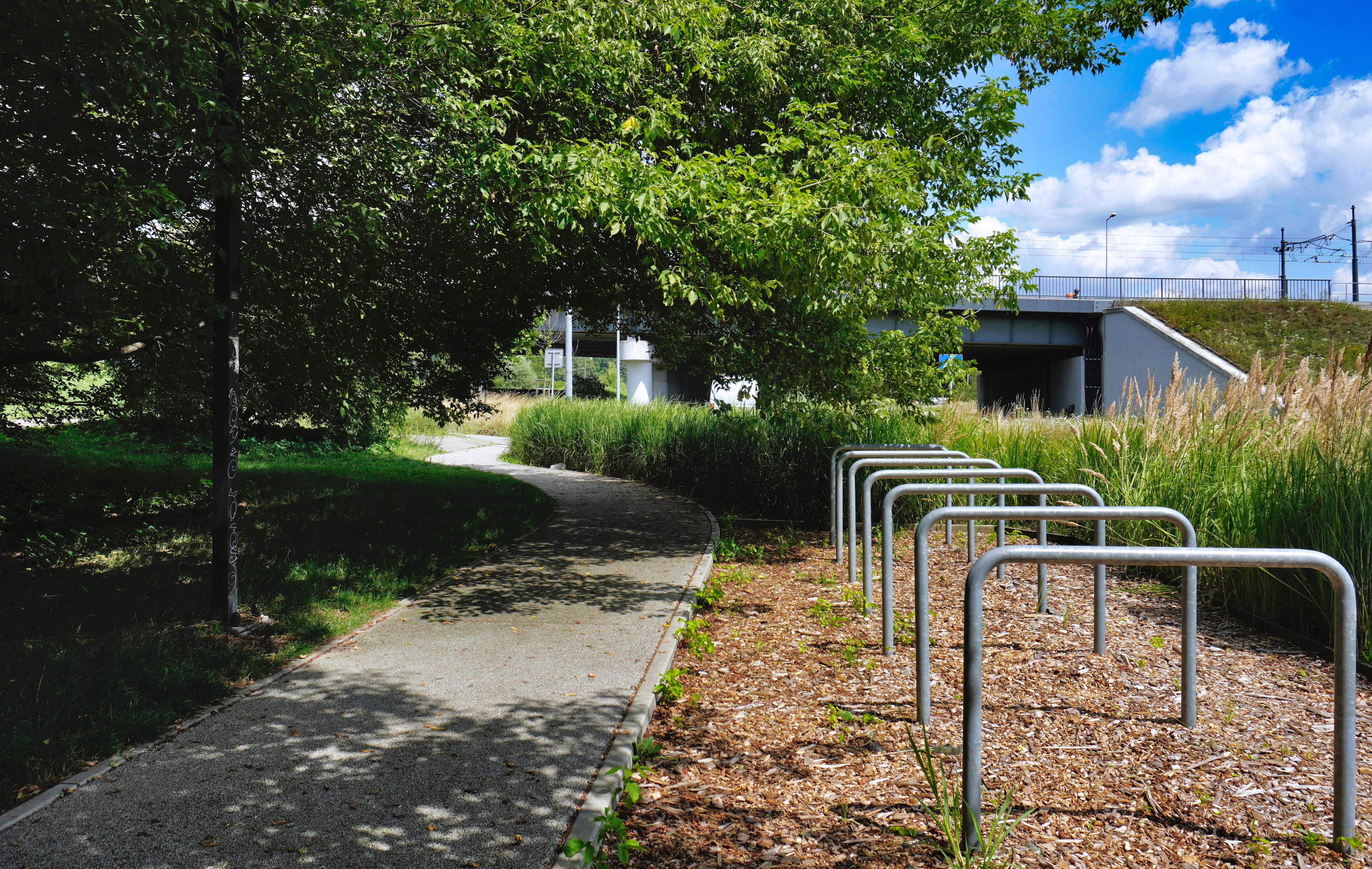
Alejka w parku, parking rowerowy